# غرزة الزاوية
غرزة الزاوية هي أسلوب شائع في الخياطة. وتستخدم هذه الغرزة في غلق الجروح المنعرجة أو على شكل Y دون المساس بمصادر الدم حتى طرف الجرح.
تختلف إبرة الزاوية عن إبرة الفراش الأفقية، وتُدعى في بعض الأحيان "إبرة الفراش الأفقية للخياطة السطحية"“. تدخل الإبرة في الجلد من جانب واحد من زاوية منفرجة للجرح، وتمر عبر باطن الجلد العميق لسديلة الزاوية، ويعاد إدخالها من باطن جلد الجانب الآخر من زاوية منفرجة للجرح. وفي النهاية تظهر ثانية عن طريق بشرة في جانب الزاوية المنفرجة المجاورة لنقطة الدخول الأولى.